# Pasquale Galluppi

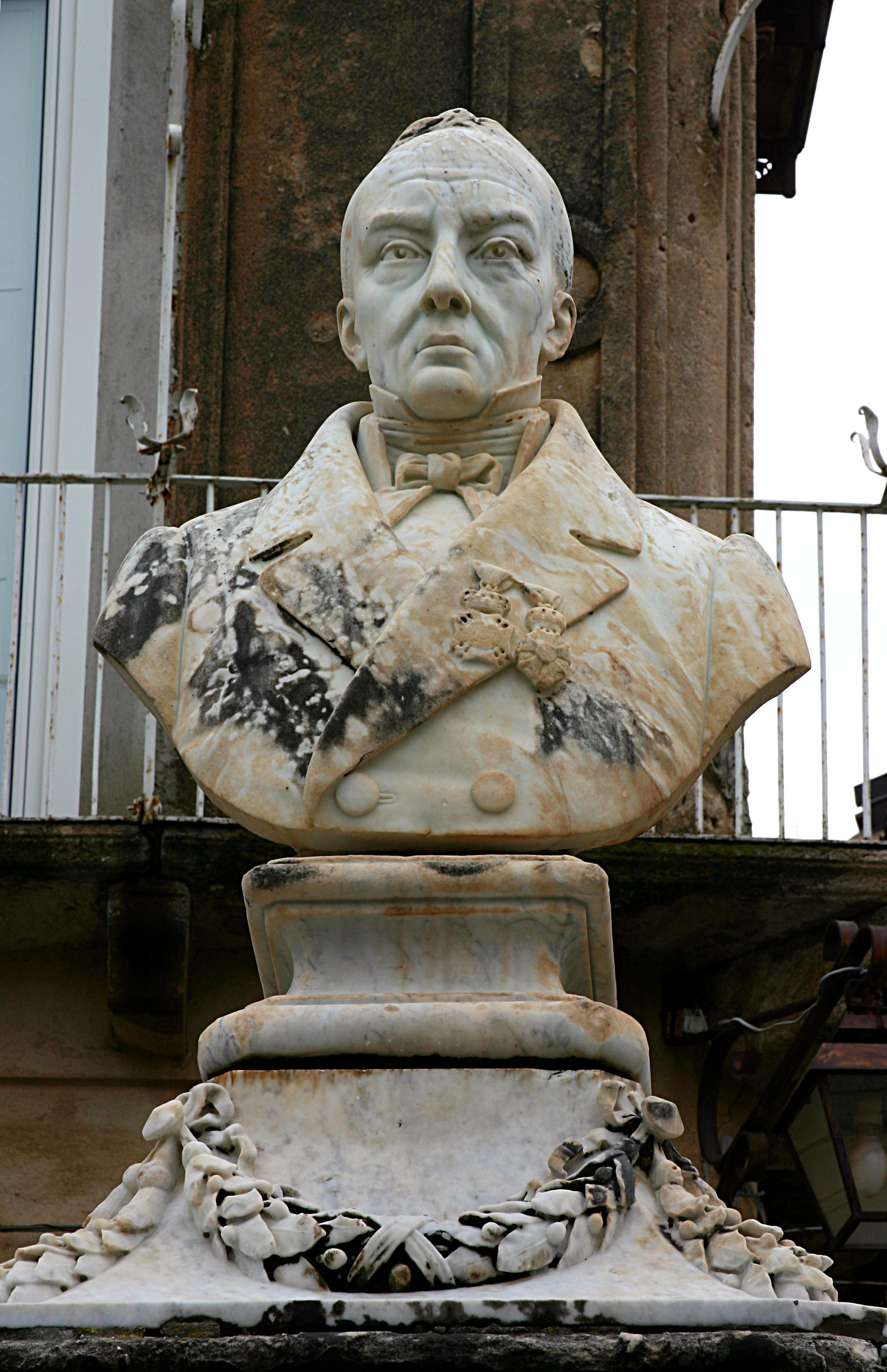
Pasquale Galluppi

Pasquale Galluppi (* 2. April 1770 in Tropea; † 13. Dezember 1846 in Neapel) war ein italienischer Philosoph.

## Leben
Galluppi, aus der experimental-psychologischen Schule von Antonio Genovesi hervorgegangen, versah lange Jahre hindurch eine Stelle in der Verwaltung der Finanzen, widmete sich jedoch mit so beharrlichem Eifer philosophischen, insbesondere psychologischen und erkenntnis-theoretischen, Studien, dass er, nachdem seine seit 1819 erschienenen und längere Zeit unbeachtet gebliebenen Schriften die Aufmerksamkeit, insbesondere (1827–29) Gian Domenico Romagnosis, auf sich gezogen hatten, 1831 endlich die Lehrkanzel der Philosophie zu Neapel besteigen durfte, die er bis zu seinem Tod versah.
Galluppi war zwar nicht der Erste, der in Italien auf Kant aufmerksam machte, was schon vor ihm der Abbé Soave in seinen Istituzioni nach dem Buch des Franzosen Charles de Villers getan hatte, er ist aber der Erste, der in Italien Kants Wichtigkeit begriff und sie den Italienern begreiflich machte.
Seine ersten Schriften, eine apologetische Denkschrift und eine Abhandlung über Synthese und Analyse, sind unbedeutend. Den Einfluss Kants verrät sein erstes größeres Werk: Saggio filosofico sulla critica della conoscenza, dessen zwei erste Bände schon 1819, die beiden anderen erst 1832 erschienen, sowie sein Hauptwerk: Elementi di filosofia und seine Lettere filosofiche.
Ohne sich an den von ihm Bewunderten anzuschließen, dessen Theorie der synthetischen Urteile er vielmehr verwirft, und dessen behauptete Subjektivität der Erkenntnis der Außenwelt er bestreitet, geht er doch über den durch Romagnosi im Norden, Genovesi im Süden Italiens herrschend gewordenen Sensualismus Condillacs hinaus und sucht nach dem Muster des Schotten Thomas Reid zwischen John Locke und Kant, Empirismus und transcendentalem Idealismus, einen Mittelweg einzuschlagen.
Auf diesem kommt er dahin, im Gegensatz zu Kant der menschlichen Erkenntnis objektiven Wert und die Fähigkeit einzuräumen, uns mit der dreifachen Realität des Ichs, der Welt und der Gottheit, und zwar mit beiden Ersteren direkt, mit der dritten indirekt, in Rapport zu setzen.

## Veröffentlichungen
Die während seiner akademischen Lehrtätigkeit publizierten Schriften:
- Saggio filosofico sulla critica della conoscenza umana
- Lettere filosofiche su le vicende della filosofia, relativamente a’ principj delle conoscenze umane da Cartesio sino a Kant inclusivamente
- Elementi di Filosofia; Lezioni di Logica e Metafisica
- Filosofia della volontà
- Considerazioni filosofiche sull’ idealismo trascendentale
- Storia della Filisofia